# Raymond Ausloos
Raymond Ausloos (* 3. Februar 1930 in Brügge; † 1. Dezember 2012) war ein belgischer Fußballtorhüter.

## Sportlicher Werdegang
Ausloos spielte in den 1950er und 1960er Jahren für den White Star Athletic Club, der zwischen erster und zweiter Liga schwankte. Bei der Weltmeisterschaftsendrunde 1954 gehörte er als Ersatztorhüter dem Aufgebot an, in beiden Gruppenspielen stand Léopold Gernaey zwischen den Pfosten. Ein Länderspieleinsatz war ihm nicht vergönnt.